# Hôtel du Bosc
L'Hôtel du Bosc és un hôtel particulier situat a Albi, França. Aquest és el lloc de naixement del pintor Henri de Toulouse-Lautrec.

## Ubicació
L'hôtel està situat al departament francès del Tarn, a la localitat d'Albi, al número 14 del carrer Henri de Toulouse-Lautrec.

## Història
Henri de Toulouse-Lautrec hi va néixer allà el 1864. L'edifici es va registrar com a monument històric el 17 de maig de 1974. Actualment és propietat d'una societat privada.

## Construcció
Aquest hôtel, construït al segle xii, formava part de les fortificacions de la ciutat. Encara existeixen dues torres. Després, a partir del segle xvii, va ser renovat periòdicament fins al segle xx, quan va adquirir l'aspecte actual.